# Rey (Guerre stellari)
Rey è un personaggio del franchise di Guerre stellari e protagonista della trilogia sequel. Creata da Lawrence Kasdan, J. J. Abrams e Michael Arndt, fa il suo debutto ne Il risveglio della Forza (2015), primo film della trilogia, ed è principalmente interpretata da Daisy Ridley. Il personaggio appare anche nei sequel del film, Gli ultimi Jedi (2017) e L'ascesa di Skywalker (2019), e in altri prodotti del franchise.
Rey viene presentata per la prima volta come una rottamaia che è stata abbandonata da bambina sul pianeta Jakku. Più tardi, si unisce alla Resistenza nel conflitto contro il Primo Ordine. Fortemente sensibile alla Forza, Rey si allena per essere un Jedi con i fratelli Luke Skywalker e Leila Organa, affrontando avversari come Kylo Ren, il Leader Supremo Snoke e il risorto Imperatore Palpatine, che si rivela essere suo nonno ne L'ascesa di Skywalker. Sebbene siano nemici, Rey e Kylo Ren sono connessi dalla cosiddetta "diade nella Forza", finendo poi per essere attratti romanticamente l'una dall'altro. A seguito della sconfitta di Palpatine e della sua stessa resurrezione, Rey adotta il nome di Rey Skywalker per onorare i suoi mentori e la loro eredità familiare, rinunciando al suo lignaggio. Come ultima Jedi rimasta, fa della ricostituzione dell'Ordine Jedi la sua missione.

## Sviluppo

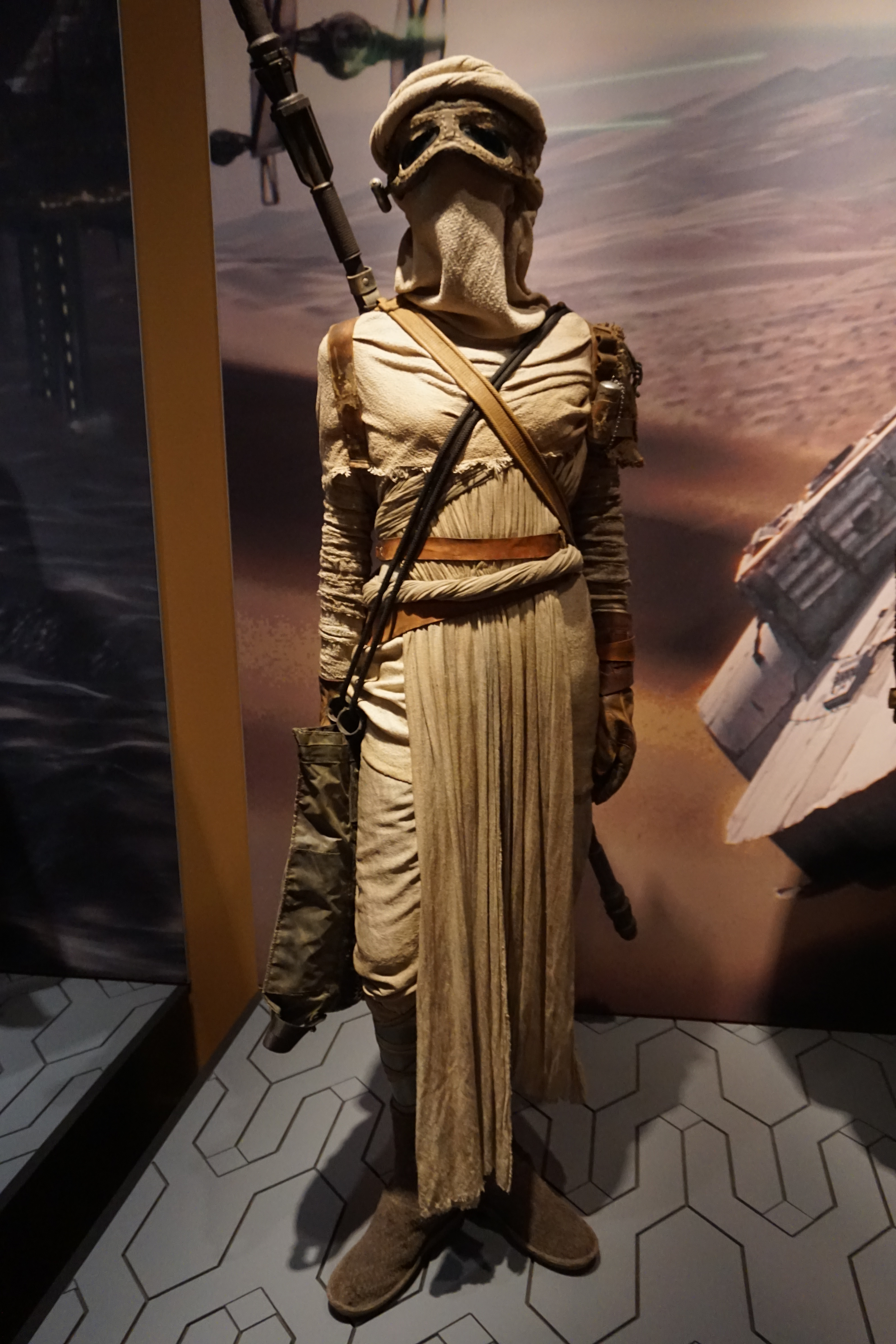
Un abito indossato da Rey nel settimo episodio della saga

Nel creare una protagonista femminile per la nuova trilogia, Abrams ha affermato che fin dalle sue discussioni iniziali con lo sceneggiatore Lawrence Kasdan, era entusiasta del concetto di avere una donna al centro della trama. Ha dichiarato: "Abbiamo sempre voluto Rey come personaggio centrale" e che anche altre rappresentazioni femminili nella storia erano importanti.
Daisy Ridley era in gran parte sconosciuta prima di essere scelta per il ruolo di Rey. Ridley ha detto di aver fatto l'audizione molte volte per il ruolo nel corso di sette mesi e ha dovuto mantenere il suo casting segreto per altri tre. È stata annunciata come parte del cast alla fine dell’aprile 2014. La sua precedente esperienza recitativa includeva solo piccole parti in programmi televisivi. La sua inesperienza e la mancanza di esposizione mediatica sono state cruciali nel convincere Abrams a sceglierla. Abrams ha dichiarato che Ridley "è stata così divertente e ha avuto una grande scintilla", oltre a riuscire a recitare durante una scena emotiva. Kennedy ha affermato che "Daisy aveva una fisicità e una fiducia in se stessa che era molto importante per il personaggio che stavamo cercando. Incarna quell'ottimismo che rende tutto possibile".
Sebbene Ridley abbia affermato che all’inizio era "piena di dubbi e insicurezze", ha aggiunto che la speranza di Rey è ciò a cui si relazionava maggiormente del personaggio, dicendo che "era qualcosa che mi ha aiutata attraverso le audizioni, anche se mi è sembrato così follemente fuori da tutto ciò che avrei potuto immaginare". Ridley ha ricordato che la sua esperienza non era iniziata nel migliore dei modi, dal momento che Abrams le aveva detto che le sue prime riprese erano "di legno". Tuttavia, Ridley e Abrams hanno avuto un processo "incredibilmente collaborativo" con la creazione di Rey.
Il compositore John Williams ha affermato di aver subito adorato Ridley nel film e di aver trovato la composizione delle tracce dedicate a Rey una sfida interessante. Ha affermato che esse non rimandano a tematiche romantiche, ma piuttosto ad un forte personaggio femminile e avventuriero, che dà il risultato di un tema maturo e riflessivo. Williams ha espresso che la colonna sonora di Rey non è eroico, ma trasmette invece un tono avventuroso che deve trasmettere empatia".

## Apparizioni

### Film

#### Il risveglio della Forza
In una scena del settimo film della saga vediamo una piccola Rey abbandonata su Jakku nelle mani di un trafficante di rottami, Unkar Plutt. Vive cercando in relitti di astronavi pezzi di ricambio, da rivendere per misere porzioni di cibo.
A un certo punto della sua vita incontra il piccolo droide BB-8, e seguendolo incontrerà Finn, uno Stormtrooper disertore del Primo Ordine. All'improvviso vengono attaccati da dei caccia nemici, che li costringono alla fuga sul Millennium Falcon, dove incontreranno il famoso contrabbandiere Ian Solo. Dopo varie vicende essi approdano sul pianeta Takodana, sul quale la ragazza fa la conoscenza di Maz Kanata, una saggia piratessa aliena proprietaria di un abbeveratoio. In questo luogo Rey sente una voce che la spinge ad addentrarsi nei sotterranei, dove trova, chiusa in una cassetta, una spada laser dei Jedi. Appena la tocca, la giovane ha delle visioni che comprendono lo sterminio di molti Jedi da parte di cavalieri mascherati, un droide, e lei abbandonata da bambina. Ancora sotto shock, Maz Kanata la trova, raccontandole che la spada laser in questione era quella appartenuta a Luke Skywalker (e a suo padre Anakin prima di lui), famoso cavaliere Jedi introvabile, e la invita a diventarne la nuova proprietaria. La ragazza, terrorizzata, rifiuta l'offerta e scappa. Durante la sua frenetica corsa, incontra il malvagio Kylo Ren, e prova a colpirlo con un blaster. Viene però immobilizzata e catturata, quindi sviene. Al suo risveglio Rey è legata a una sedia, e Kylo Ren prova a torturarla mentalmente ma invano. Appena il cavaliere Ren esce dalla stanza in cui lei si trova, Rey, con un trucco mentale (Jedi), convince uno Stormtrooper a liberarla, e riesce così a scappare. Sulla Base Starkiller (un pianeta ghiacciato convertito in una super-arma da parte del Primo Ordine), Rey si ricongiunge a Finn e Ian, assistendo però alla morte di quest'ultimo per mano del figlio Ben Solo, ovvero Kylo Ren. Ben insegue Rey e Finn nel bosco innevato, ferito da un colpo di balestra di Chewbecca, ma pronto a uccidere i due. Disarma e ferisce Finn in un combattimento tra spade laser: Infatti Maz aveva consegnato al giovane l'arma di Skywalker, in modo che Rey avesse potuto prenderla in custodia una volta pronta. Rey, è ormai forte nella Forza, recupera tramite essa la spada laser finita nella neve, e inizia un feroce combattimento con Kylo Ren, riuscendo a sfregiarlo in volto ed a metterlo fuori gioco, quando una voragine li divide inesorabilmente. Riesce a fuggire con Finn e Chewbecca, ed arriva sul pianeta della base della Resistenza, ed abbraccia distrutta Leila, a conoscenza della morte di Ian. Alla ragazza viene dato il compito di andare a cercare Luke Skywalker, cosa possibile grazie alle informazioni ottenute da BB-8, C-3PO e R2-D2, riattivatosi dopo tanto tempo.
Ella quindi parte sul Millennium Falcon alla volta dell'ultimo tempio Jedi sul pianeta acquatico di Ahch-To e, dopo una lunga scalinata, trova il Maestro Jedi; gli porge quindi la propria arma, invitandolo a riunirsi alla propria famiglia, senza ricevere alcuna risposta.

#### Gli ultimi Jedi
Rey chiede a Luke di tornare a combattere per la Resistenza, ma il Maestro Jedi risponde di essersi autoesiliato e di non voler tornare. Rey non desiste e insegue Luke nel suo rifugio. Posta di fronte a un nuovo diniego del maestro, Rey inizia ad esplorare il luogo, ed entra nel tronco di un gigantesco albero, dove trova gli antichi libri dell'ordine Jedi. Luke la raggiunge e le chiede chi fosse e cosa volesse. Rey risponde inizialmente di essere una combattente della Resistenza, ma infine non riesce a nascondere la propria inquietudine e rivela a Luke che "qualcosa" in lei, che era sempre stato presente, si era risvegliato, e aveva bisogno di aiuto. Luke intuisce il potenziale presente nella ragazza e, sebbene riluttante, accetta di farle da maestro nelle vie della Forza. Durante l'allenamento Rey stabilisce un insolito contatto telepatico con Kylo Ren, di cui Luke resta all'oscuro. Rey rimprovera Kylo di essere un mostro, di aver distrutto ciò che aveva di più caro. Quest'ultimo risponde che la ragazza non sapeva nulla. Dopo l'allenamento con Luke, durante il quale Rey dimostra una straordinaria affinità con la Forza, la ragazza viene attratta da una grotta dove alberga la presenza del Lato Oscuro, e chiede di conoscere i suoi genitori. Posta di fronte ad una parete trasparente, vi vede riflessa soltanto la propria immagine. In seguito a questo episodio, la ragazza si convince a persuadere Kylo Ren ad abbandonare il Lato Oscuro, e per questo si propone di raggiungerlo presso la base interstellare di Snoke. Luke la dissuade, dicendole che Kylo è perso, che aveva distrutto l'appena ricostituito ordine dei Jedi assieme al tempio in cui si stava allenando, ma Rey non demorde. Abbandona il tempio Jedi e, con il Millennium Falcon, si reca presso la nave interstellare di Snoke. Qui incontra Kylo Ren, che la ammanetta e la conduce dal Maestro del Lato Oscuro. Snoke mostra un potere immenso su Rey: la immobilizza con la Forza e la obbliga a vedere la disfatta della Resistenza. Infine, ordina a Kylo Ren di uccidere Rey, ma quest'ultimo, a sorpresa, taglia in due Snoke con la spada laser e, assieme a Rey, ingaggia battaglia contro le guardie pretoriane del Leader Supremo, sconfiggendole. Kylo dice a Rey di unirsi a lui per governare insieme la Galassia, ma lei si rifiuta.
A quel punto la ragazza si unisce definitivamente alla Resistenza e abbraccia con decisione il Lato Chiaro della Forza, ridando speranza all'ordine dei Jedi e al maestro Luke Skywalker.

#### L'ascesa di Skywalker
Circa un anno dopo la morte di Luke, Rey continua il suo addestramento grazie al generale Organa. Successivamente, Rey parte insieme a Finn, Poe, C-3PO, BB-8 e Chewbecca per trovare Exegol, dove si nasconde da molto tempo il malvagio Darth Sidious. Nel corso della missione, Rey si ritrova faccia a faccia con Ben Solo, che è stato mandato da Sidious, il quale era riuscito a trovarlo prima di loro, e dopo averlo sfidato, Rey scopre finalmente la sua identità: la ragazza non è altro che la nipote di Sidious, e i suoi genitori l'avevano lasciata tempo addietro su Jakku per proteggerla dal Sith. In quello stesso momento, Leila muore dopo aver cercato di riportare suo figlio al lato chiaro. Ben, finalmente pentito per le sue spietate azioni, decide in seguito di aiutare Rey a trovare e sconfiggere Sidious. Sopraggiunti su Exegol, Rey e Ben cominciano a combattere Sidious, riuscendo a sconfiggerlo. Nell'aver sferrato un colpo di grazia a Sidious, Rey è in punto di morte. Ben, tuttavia, decide di darle le sue ultime energie vitali, morendo a causa dell'enorme sacrificio, non prima però di aver condiviso un primo e ultimo bacio. In seguito, Rey si reca su Tatooine, nella vecchia casa dove Luke è stato cresciuto da bambino, seppellendo le spade di Luke e di Leila, e assume il cognome di Skywalker.

### Televisione

#### Star Wars Rebels
Rey appare in cameo nella serie Star Wars Rebels doppiata dalla stessa Daisy Ridley.

#### Star Wars: Forces of Destiny
Rey appare anche nella serie Star Wars: Forces of Destiny doppiata dalla stessa Daisy Ridley.

### Videogiochi
Rey appare come personaggio giocabile nei videogiochi: Battlefront 2, Disney Infinity 3.0, LEGO Star Wars: Il risveglio della Forza, LEGO Star Wars: La saga degli Skywalker e Star Wars: Force Arena. È inoltre un personaggio sbloccatile nel videogioco Fortnite (in questo specifico caso, però, non avrà nessun potere che gli altri personaggi non hanno).

## Caratteristiche
Di razza umana, Rey è una ragazza di 19 anni, abbandonata dai genitori in tenera età sul pianeta desertico Jakku.
Rey è una ragazza di statura media, con capelli castani raccolti in tre ciocche e dagli occhi nocciola. Indossa una tenuta da "Scavenger", che comprende un copricapo ricavato da un elmetto Stormtrooper, abiti adeguati al clima desertico e una borsa capiente dove riporre i pezzi di ricambio. Possiede un bastone da combattimento, per allontanare i malintenzionati che si aggirano nei relitti e nei mercati neri, tra cui Teedo, una sua vecchia conoscenza.
Rey possiede uno speeder, veicolo costruito da lei stessa, e vive in un AT-AT abbandonato durante la battaglia di Jakku.

## Genitori
Il mistero dei genitori di Rey è stato da subito un importante argomento di discussione per la saga e ha generato numerose teorie dei fan. Le teorie più popolari la ritenevano figlia di Luke Skywalker o Ian Solo, o nipote di Obi-Wan Kenobi (teoria nata da una scena in cui Rey sente la voce echeggiata di Kenobi dopo una visione in Il risveglio della Forza). Le speculazioni che la volevano figlia di Luke sono state particolarmente importanti e sostenute; fan e critici hanno messo in evidenza le somiglianze dei loro archi narrativi, il fatto che Star Wars è una saga di Skywalker, che Rey ha un forte legame alla spada laser di Luke e che era già eccezionalmente abile con la Forza prima di ricevere alcun addestramento. Alcune teorie sui genitori di Rey hanno fatto notare che la traccia dedicata a lei nella colonna sonora del primo sequel, composta da John Williams, condivide somiglianze con quelle di Dart Fener e Luke.
Abrams ha dichiarato di aver offuscato intenzionalmente il cognome e la storia alle spalle di Rey in Il risveglio della Forza. Tuttavia, la Ridley aveva già confermato di essere a conoscenza delle identità dei genitori del personaggio.
Ne Gli ultimi Jedi, una conversazione tra Rey e Kylo Ren implica che i genitori di Rey erano insignificanti. Rey viene persuasa da Kylo ad ammettere che loro erano "nessuno", una rivelazione che Kylo dice a Rey di già sapere.
Sul futuro della sua storia in L’ascesa di Skywalker, Abrams ha affermato che "c'è di più in questa storia che in quanto tu abbia visto", sebbene secondo Ridley i fatti stabiliti in Gli ultimi Jedi non cambieranno. Nel film si scopre che Rey è la nipote abiatica dell'Imperatore Palpatine, essendo figlia di suo figlio.
Nell'expanded universe [EU] inizialmente canonico poi non più dopo l'annuncio della nuova trilogia, Ian Solo e Leila hanno due figli, Jacen e Jaina (e successivamente un terzo), che rispecchiano le caratteristiche di Kylo e Rey. L'ispirazione dai due personaggi non riprende però in fondo le parentele in quanto Rey nipote dell'imperatore.

## Accoglienza
Il personaggio e l'interpretazione della Ridley sono stati acclamati dalla critica. Joe Morgenstern del The Wall Street Journal ha scritto che Rey è "una donna guerriera con l'elegante ferocia di una stella del kung-fu". Adam Howard di MSNBC ha dichiarato che "una delle sorprese più piacevoli del film è stata la forza del suo personaggio femminile protagonista", aggiungendo che alcuni hanno definito Rey "una nuova icona femminista". Allo stesso modo, Emily Rome di HitFix ha sostenuto che Rey è "tutto ciò che volevamo da un personaggio femminile di Star Wars", lodandola per essere un personaggio che è "indipendente, abile, sciatto, duro e che non ha bisogno di essere salvato". Nicole Sperling di Entertainment Weekly ha detto che le sue figlie si sono sentite più determinate dopo aver visto il film, affermando: "Non hanno mai commentato quanto sia carina Rey. Non hanno mai dovuto lamentarsi sul perché Rey fosse soltanto un oggetto sessuale per un uomo potente. Si sono semplicemente sentite forti".
Alcuni fan hanno affermato che Rey è troppo abile nonostante la sua inesperienza durante il primo sequel, rendendola una cosiddetta Mary Sue. Rome ha scritto che "la velocità con cui Rey ha dominato i trucchi mentali e la spada laser combattendo con zero allenamento sono cose da fanfiction. Rey è una dea che soddisfa il desiderio femminista". Tasha Robinson del The Verge ha affermato che Rey "continua a cadere in situazioni problematiche come una damigella in pericolo, poi si salva abilmente da sola". L'ha in parte difesa dagli attacchi ricevuti, dicendo che anche altri personaggi della saga sono “perfetti”. Altre testate hanno sostenuto che definire il personaggio una Mary Sue è sbagliato, in quanto i personaggi maschili della trilogia originale non hanno subito critiche paragonabili.
L'acconciatura unica di Rey ha attirato attenzione prima e dopo l'uscita de Il risveglio della Forza, venendo paragonata a quella della Principessa Leila durante la trilogia originale e facendo discutere se sarebbe diventata anch’essa così popolare.